# M24
Звездното струпване в Стрелец (М24) е голямо струпване от звезди, разположено на 600 св.г. по посока на съзвездието Стрелец. Открито е от Шарл Месие през 1764.
Звездите, куповете и другите обекти, включени М24 са част от галактичните ръкав и Стрелец и Кил-Стрелец. Шарл Месие оценява ъгловия диаметър на образуванието на 1.°5, което се оказва достатъчно точно.
М24 заема голям обем – оценките за ширината му са между 10 000 и 16 000 св.г. В зрителното поле на бинокъл се виждат около 1000 звезди.